# Бернардина Кристиана София Саксен-Веймар-Эйзенахская
Бернардина Кристиана София Саксен-Веймар-Эйзенахская (нем. Bernhardine Christiane Sophie von Sachsen-Weimar-Eisenach; 5 мая 1724, Веймар — 5 июня 1757, Рудольштадт) — принцесса Саксен-Веймар-Эйзенахская, в замужестве княгиня Шварцбург-Рудольштадтская.

## Биография
Бернардина Кристиана София родилась в семье герцога Эрнста Августа I Саксен-Веймар-Эйзенахского и его первой супруги Элеоноры Вильгельмины Ангальт-Кётенской, дочери князя Эмануэля Лебрехта Ангальт-Кётенского.
19 ноября 1744 года в Эйзенахе Бернардина вышла замуж за князя Шварцбург-Рудольштадта Иоганна Фридриха I. В Рудольштадте Бернардина Кристиана София занималась благотворительностью и в частности выкупила в 1756 году ремесленное подворье, чтобы основать в нём монастырь для женщин дворянского происхождения. Княгиня умерла в 33 года, не дожив до торжественного открытия монастыря. Её супруг тяжело перенёс утрату и больше никогда не женился.

## Потомки
В браке с Иоганном Фридрихом I родились:
- Фридерика София Августа (1745—1778), замужем за князем Фридрихом Карлом Шварцбург-Рудольштадтским (1736—1793), 6 детей
- безымянный ребёнок (1746)
- безымянный ребёнок (1747)
- София Эрнестина (1749—1754)
- Вильгельмина (1751—1780), замужем за князем Людвигом I Нассау-Саарбрюккенским (1745—1794), 1 сын
- Генриетта Шарлотта (1752—1756)